# Mairy-Mainville
 Mairy-Mainville  es una comuna y población de Francia, en la región de Lorena, departamento de Meurthe y Mosela, en el distrito de Briey y cantón de Audun-le-Roman.
Está integrada en la Communauté de communes du Bassin de Landres .
Antes llamada Mairy, su nombre actual se aprobó por decreto de 5 de enero de 1965. Mainville, situada 2 km al suroeste de Mairy, forma parte de la comuna desde 1811.

## Demografía[3]
| 382 | 320 | 351 | 356 | 469 | 484 | ABS. | ABS. | ABS. | 439 | 420 | 416 | 430 | 385 | 421 | 410 | 381 | 405 | 410 | 403 | 381 | 404 | 384 | 367 | 318 | 372 | 615 | 573 | 531 | 456 | 468 | 479 | 536 |
| Para los censos de 1962 a 1999 la población legal corresponde a la población sin duplicidades (Fuente: INSEE [Consultar]) |     |     |     |     |     |      |      |      |     |     |     |     |     |     |     |     |     |     |     |     |     |     |     |     |     |     |     |     |     |     |     |     |